# Günter Krumbiegel

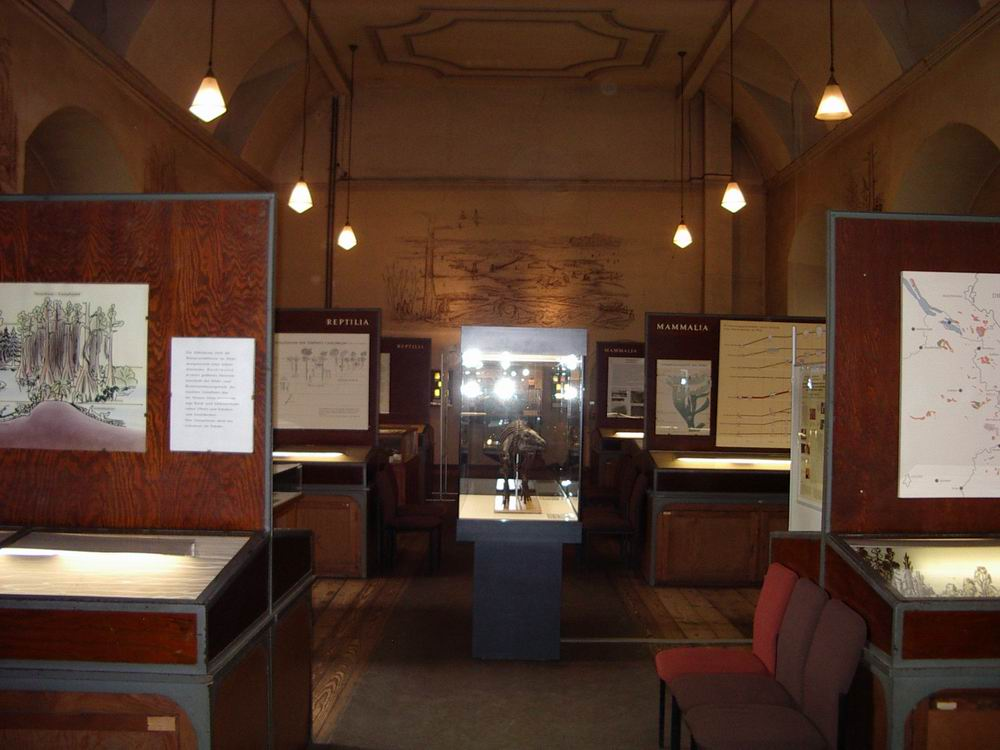
Wnętrze muzeum w Halle, którego długoletnim kustoszem był Krumbiegel

Günter Krumbiegel (ur. 25 lutego 1926 w Lipsku, zm. 22 grudnia 2014 w Halle) – niemiecki geolog i paleontolog, badacz bursztynu i kustosz Geiseltalmuseum w Halle.

## Życiorys
Honorowy członek Międzynarodowego Stowarzyszenia Bursztynników, odznaczony Złotą Odznaką tegoż stowarzyszenia (2004). Współkreator wymarłej gromady Xenusia i rodziny Xenusiidae.